# Ġużè Damato
Ġużè (Joseph) Damato (ur. 13 grudnia 1886 w Safakisie, zm. 25 maja 1963 w Attardzie) – maltański architekt, który zaprojektował szereg kościołów i innych budynków kościelnych w XX wieku. Był pionierem stosowania żelbetu na Malcie, a do jego najbardziej znanych dzieł należą kościół Chrystusa Króla w Paoli, kościół św. Jana Chrzciciela w Xewkiji i kościół Karmelitów w Valletcie. Niektóre z zaprojektowanych przez niego budynków zostały ukończone dopiero kilkadziesiąt lat po jego śmierci.

## Życiorys
Damato urodził się 13 grudnia 1886 w Safakis, ówczesnej Tunezji Francuskiej jako syn maltańskich emigrantów. Studiował w De La Salle Brothers w Safakis, w młodym wieku zajmował się szkutnictwem, które było jego rodzinnym biznesem. W wieku 19 lat przeniósł się na Maltę i tam założył własną firmę.
Później studiował architekturę morską w Torre Annunziata we Włoszech. Pomimo braku formalnych kwalifikacji architekta, jego pasją było projektowaniem obiektów sakralnych. Nie pobierał opłat za projektowanie kościołów, a inni architekci musieli podpisywać jego prace, ponieważ formlnie nie miał kwalifikacji. Damato wykorzystywał żelbet w swoich projektach kościelnych po tym, jak zapoznał się z tym materiałem podczas studiów we Włoszech.
W polityce Damato startował w wyborach w 1921, ale nie został wybrany. Później został przewodniczącym klubu Partii Narodowej w Paoli.
Damato był żonaty z Josephine née Farrugia, z którą miał trzech synów, Emanuela, Francisa i Pierre’a.
Ġużè Damato zmarł w Attard 25 (lub 26) maja 1963 w wieku 76 lat.

## Prace

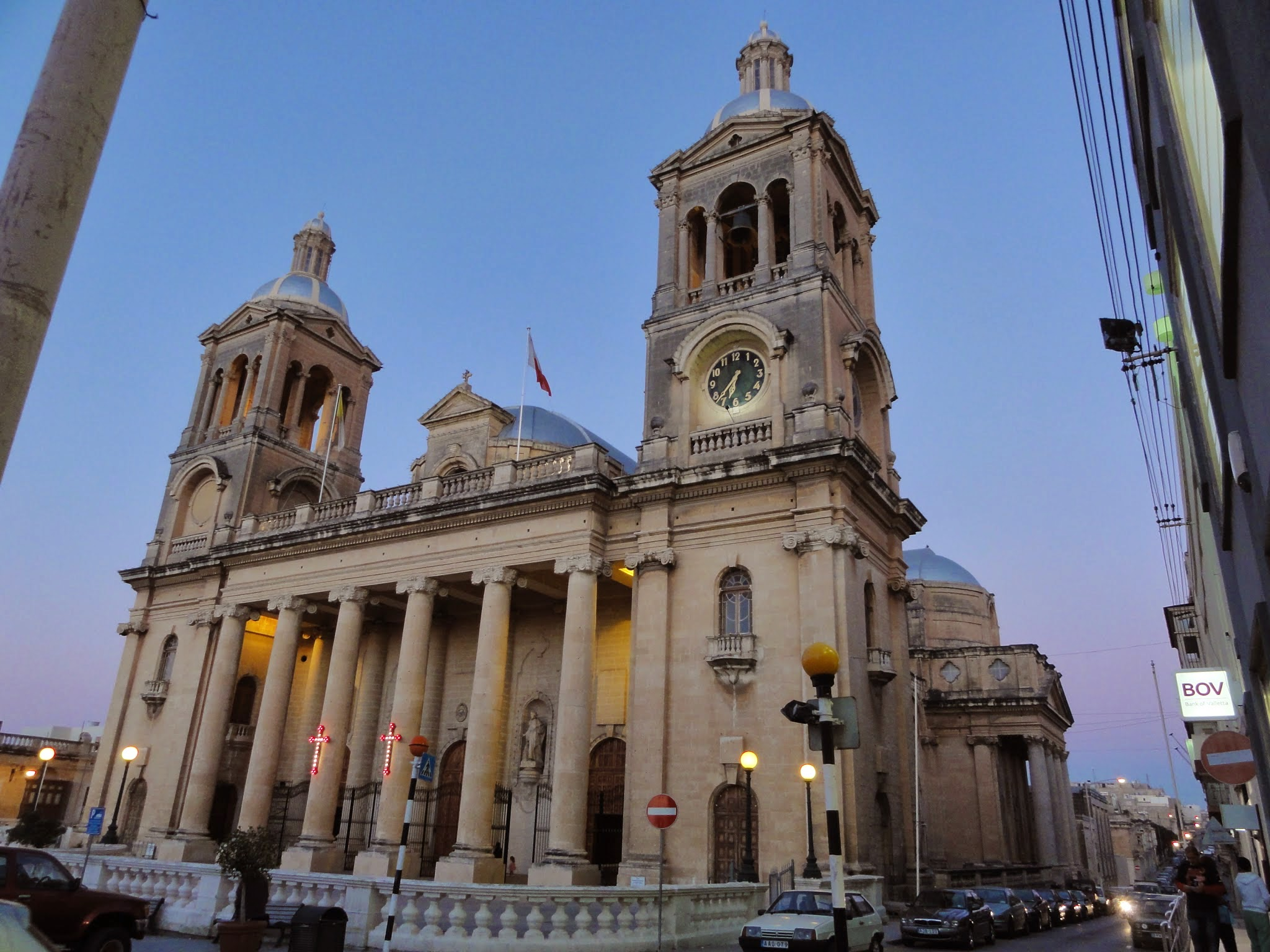
Kościół Chrystusa Króla w Paoli

W swojej karierze Damato zaprojektował kilka budynków, jest najbardziej znany z kościoła Chrystusa Króla w Paoli, kościoła św. Jana Chrzciciela w Xewkiji i kościoła Karmelitów w Valletcie. Kościół w Paoli, zaprojektowany w 1922, był jego pierwszym dużym dziełem i był wczesnym przykładem zastosowania żelbetu na Malcie. Kościół w Xewkiji, wzorowany na kościele Santa Maria della Salute w Wenecji, został zbudowany w latach 1952–1973 i jest uważany za arcydzieło Damato. Kościół Karmelitów został zbudowany w latach 1958–1981, a jego kultowa kopuła determinuje panoramę Valletty.

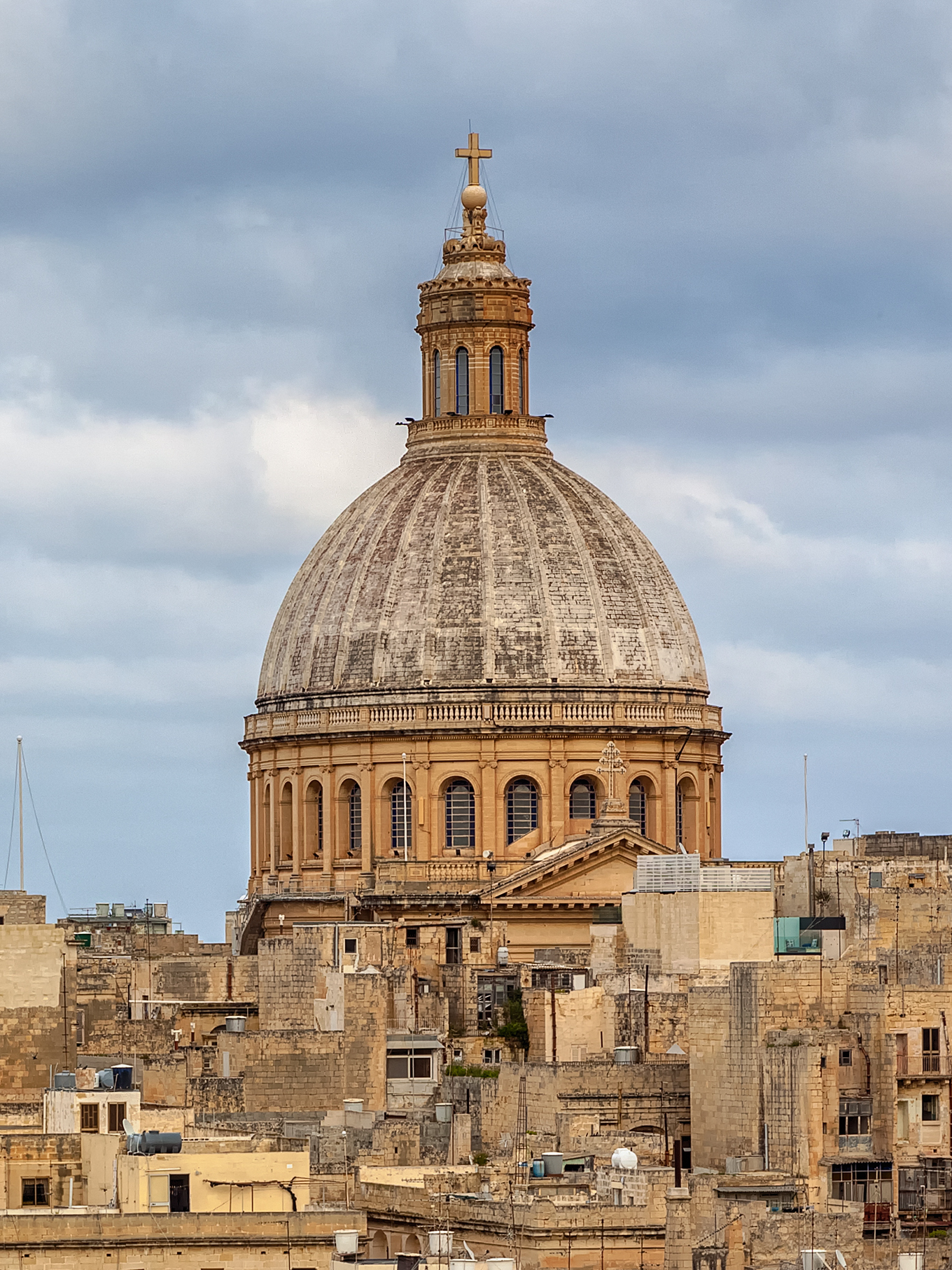
Kopuła kościoła Karmelitów w Valletcie

Inne kościoły zaprojektowane przez Damato to św. Franciszka z Asyżu i Niepokalanego Poczęcia w Ħamrun, kościół Karmelitów we Fleur-de-Lys, kościół św. Antoniego w Għajn Dwieli, i obecnie zburzony kościół Kapucynów w Xemxiji. Rozbudował także kilka kościołów, w tym kościół Jezusa z Nazaretu w Sliemie oraz kościół parafialny w Dingli. Nadzorował budowę kopuły kościoła parafialnego św. Kajetana w Ħamrun według projektu Andrea Vassallo i był również zaangażowany w drobne zmiany w kilku innych kościołach i klasztorach.
Damato zaprojektował również szpital św. Katarzyny w Attard, St Joseph Institute w Għajnsielem, dom rekolekcyjny w Baħar iċ-Ċagħaq oraz szkoły i uczelnie w Cottonerze, Birkirkarze, Tarxien i Qormi. Jego projektu jest również siedziba M.U.S.E.U.M. w Blata l-Bajda i domy M.U.S.E.U.M. w Tarxien, Mqabbie i Qormi. W latach 50. XX wieku zaprojektował także kamienicę w Victorii na Gozo.